# Romain Pelletier
Romain Pelletier   (Montreal, 22 d'agost de 1875 - Montreal, 24 de novembre de 1953) va ser un organista, director de cor, compositor i educador de música quebequès. La seva producció compositiva consisteix íntegrament en obres per a orgue solitari i motets. Va ser membre fundador de la "Société des artistes musiciens de Mont-real" i va ser un professor admirat de contrapunt, fuga i orgue.
Nascut a Mont-real, Pelletier formava part d'una destacada família musical al Quebec. Era fill del músic Pelletier I, germà del compositor i director d'orquestra Frédéric Pelletier, i l'oncle del violinista Pelletier II. El seu altre germà Victor era violoncel·lista a lOrquestra Simfònica de Mont-real de J. J. Goulet, de la qual també va exercir de bibliotecari musical.
Pelletier va estudiar piano i orgue a la seva ciutat natal amb Arthur Letondal i va ser estudiant de cant i harmonia d'Achille Fortier. El 1909 es va convertir en organista/mestre de cor a l'església de Saint-Léon de Westmount, càrrec que va ocupar fins al 1951. Va ensenyar al llarg de la seva carrera, tant en privat com a l'Institut Natzaret. Entre els seus estudiants destacats hi ha Fleurette Beauchamp, Gabriel Cusson, Guillaume Dupuis, Conrad Letendre i Georges-Émile Tanguay.